# مونيكا ريال
مونيكا ريال (بالإنجليزية: Monica Rial) (اسمها الكامل مونيكا جين ريال (بالإنجليزية: Monica Jean Rial)) هي مؤدية أصوات أمريكية ولدت في 5 أكتوبر 1975 في هيوستون، تكساس.

## أدوارها في الأنمي

### مسلسلات أنمي تلفزيونية
- بيسميكر كوروغاني - سايا
- خيميائي الفولاذ - ليرا, دانتي في جسد ليرا
- خيميائي الفولاذ FULLMETAL ALCHEMIST - ميه شانغ
- ون بيس - كوينا، تاشيجي, كارو
- ساموراي 7 - شينو
- تسوباسا كرونيكل - ساكورا
- سول إيتر - تسوباكي ناكاتسوكاسا
- باسيليسك - أوكوي
- دي جرايمان - ليلو، لولو-بيل
- داركر ذان بلاك -المقاول الأسود- - كانامي إيشيزاكي
- بلاك كات - كيريساكي كيوكو
- دي إن إنجل - رمز الأبدية/توا-تشان
- حكايات أشباح المدرسة - موموكو كويغاكوبو
- إلفن ليد - كاناي
- نادي مضيفي ثانوية أوران - رينغي هوشاكوجي
- ترينيتي بلاد - فانيسا والش
- كلايمور - ميريا
- المعلم الساحر نيغيما! - كونوكا كونوي، كازومي أساكورا، ساتسكي يوتسوبا
- نيغيما!؟ - كونوكا كونوي، كازومي أساكورا، ساتسكي يوتسوبا
- سولتي راي - ريتا ريفانت
- موشيشي - أيا، تويو
- أسطول الزجاج - سيلوا
- فتى الرمال - واكامي
- المحقق كونان - إيومي
- فل ميتال بانيك! - كيوكو توكيوا
- فل ميتال بانيك؟ فموفّو - كيوكو توكيوا
- فل ميتال بانيك! The Second Raid - كيوكو توكيوا
- سكول رمبل - لارا غونزاليس
- سكول رمبل:الفصل الدراسي الثاني - لارا غونزاليس
- بامبو بليد - ريمي أوداجيما
- ناباري نو أو - شينرابانشو
- أزومانغا دايو - نيامو مينامو كوروساوا
- AIR - ميسُزو كاميو
- NOIR - كيريكا يومورا
- إل كازادور - ليريو
- إير جير - سيمكا
- أوكيكو فوريكابوتيه - روري ميهاشي
- باني بوني داش! - ساياكا سوزوكي
- إنجليك لاير - تامايو كيزاكي
- لاينباريل الحديدي - ميو كُجو
- ريد غاردن - فانيسا
- باكانو! - شاني لافوريه
- جينيريتر جاول - ناتسومي
- هيرويك إيج - تيل وميل
- كيدي غريد - لوميير
- ساندز أوف ديستراكشن - لينان
- ويتشبليد - ماريا
- برج درواغا 〜the Aegis of URUK〜 - كوبا
- برج درواغا 〜the Sword of URUK〜 - كوبا
- جانسلينجر جيرل - أنجيليكا
- كوراو فانتوم ميموري - كوراو أمامي
- رازيفون - هاروكا شيتو
- سبيد غرافر - كاغورا تنّوزو
- أهلا بك إلى NHK - ميغومي كوباياشي
- إكسل ساغا - هايات
- جيغوكو شوجو - ريوكو تاكامورا
- يو يو هاكوشو - جيم ماستر
- كرونو كروسيد - فلوريت هارفنهايت
- غرافيون - مارينيا
- غرافيون Zwei - مارينيا
- دراغون بول كاي - بولما
- ماكروس - ماري هاياسي
- باكوريتسو تنشي - جو
- كاشرن سينز - رينغو
- شيكاباني هيمي: أكا - ساكي أماسي
- كيمي غا نوزومو آين - مايو تامانو
- الخادم الأسود - ميلين
- الخادم الأسود 2 - ميلين
- سيكيريه - ميا أساما
- سيتو نو هانايومي - ماكي
- ريجيوس المدرعة - فيلي لوس
- صيد الأرواح الإلهية - هيميكو أوغامي
- روزاريو + فامباير - يوكاري سيندو
- حداد السيف المقدس - ليسا
- هايسكول اوف ذا ديد - شيزوكا ماريكاوا
- قطاع التسوق السحري أبينوباشي - ساياكا إيماميا
- كيرو - موموكا نيشيزاوا
- ميري آكلة الأحلام - ميستلتين
- أريا الرصاصة القرمزية - يوتوري تاكاماغاهارا
- فايري تايل - ميراجين
- ديدمان وندرلاند - شيرو
- C - Q, تاكاكو ميكوني
- دانس إن ذا فامباير باند - مينا تيبيس
- شيكي - ميدوري كونيهيرو
- ماوارو بنغويندرام - هيماري تاكاكورا
- إندكس معينة خاصة بالسحر - إندكس
- غيلتي كراون - تسوغومي
- شاكوغان نو شانا II - فيليس
- شاكوغان نو شانا III(Final) - فيليس
- أوكامي-سان و رفاقها السبعة - رينغو أكاي
- فريزينغ - أتيا سيمونز
- كوراغيهيمي - مايايا
- Another - ميه ميساكي
- طوكيو ماغنيتود 8.0 - كريستل تاكيغاوا
- يوميات المستقبل - كامادو أويشيتا
- UN-GO - ميني كوراميتسو، ميتسكو ساسا
- إنفينيت ستراتوس - هوكي شينونونو
- لاست إكسايل: فام ذات الأجنحة الفضية - سارا
- بلاسريتر - إيليا
- مهما فكرت في الموضوع, إنعدام شهرتي هو خطأكم أنتم! - توموكو كوروكي

### أنمي الإنترنت
- هيتاليا Axis Powers - بيلاروسيا

### أوفا أنمي
- المعلم الساحر نيغيما! الربيع - كونوكا كونوي، كازومي أساكورا، ساتسكي يوتسوبا
- المعلم الساحر نيغيما! الصيف - كونوكا كونوي، كازومي أساكورا، ساتسكي يوتسوبا
- سكول رمبل:حصص إضافية - لارا غونزاليس

### أفلام أنمي
- تسوباسا كرونيكل: أميرة بلد أقفاص الطيور - ساكورا
- أغيتو ذو الشعر الفضي - زيروي
- رازيفون: التنوع التعددي - هاروكا شيتو
- إيفانجيليون: 1.0 أنت (غير) وحيد - بن-بن
- إيفانجيليون: 2.0 أنت (لا) تستطيع التقدم - بن-بن
- سمر وورز - يومي جينّوتشي

## وصلات خارجية
- مونيكا ريال على موقع IMDb (الإنجليزية)
- مونيكا ريال على موقع ميتاكريتيك (الإنجليزية)
- مونيكا ريال على موقع روتن توميتوز (الإنجليزية)
- مونيكا ريال على موقع ألو سيني (الفرنسية)
- مونيكا ريال على موقع ميوزك برينز (الإنجليزية)
- مونيكا ريال على موقع أول موفي (الإنجليزية)
- مونيكا ريال على موقع ديسكوغز (الإنجليزية)
- مونيكا ريال على موقع قاعدة بيانات الفيلم (الإنجليزية)
- مونيكا ريال على موقع كينوبويسك (الروسية)
- مونيكا ريال على موقع ANN person (الإنجليزية)